# Зоран Балдовалиев
Зоран Балдовалиев е македонски футболист, нападател.

## Биография
Балдовалиев е роден в 1983 година в град Струмица, тогава във Федерална Югославия. Състезава се за Беласица (Струмица) и Локомотив (Пловдив). Прави дебют в българската А група на 3 март 2006 г. в мача Рилски спортист – Локомотив (Пд) (1:3). Играе за държавния тим на Република Македония. С отбора на Локомотив (София) е бронзов медалист в българската А група през 2008 г. С Локомотив (София) в турнира за Купата на УЕФА има 6 мача и 1 гол.
На 8 август 2007 г. Балдовалиев получава българско гражданство на основание български произход.
Януари 2010 е трансфериран от Локомотив (София) в отбора на Апоел Кирият Шмона лидер в израелската втора дивизия за есенния полусезон на 2009/2010 г.

## Статистика по сезони
- Локомотив (Пловдив) – 2006/07 — A група, 12 мача/11 гола
- Локомотив (София) – 2007/08 — A група, 26/13
- Локомотив (София) – 2008/09 — A група, 26/10
- Локомотив (София) – 2009 – A група, 14/3